# 卑弥呼 (プロレス)
卑弥呼（ひみこ）は、かつて存在した女子プロレスラーのユニット。GAEA JAPANを主戦場として活動していた。
2000年1月に北斗晶率いる「チーム・ノストラダムス」からアジャ・コングが離脱し、改名。
程なくして中山香里が脱退するが、打倒クラッシュ2000の切り札としてデビル雅美が加わり、厚みを増した。
その後も離脱者が相次ぎ、デビル・北斗・尾崎魔弓の3巨頭にマネージャー・ポリスの体制が定着。
8月6日には流通センターアールンホールで「卑弥呼興行」を開いた。
しかし、2001年4月のデビル・北斗の長期欠場に伴い、一時凍結した後、北斗引退で解散。残った尾崎とポリスはKAORUを加えて「D-FIX」を結成する。

## 最終所属
- デビル雅美
- 北斗晶
- 尾崎魔弓
- ポリス（マネージャー）

## 途中離脱
- シュガー佐藤
- 中山香里
- RIE
- 永島千佳世